# Surdolimpíadas de Verão de 2009
As Surdolimpíadas de 2009, oficialmente conhecidas como XXI Surdolimpíadas de Verão, foram realizadas em Taipei, em Taiwan. Foi um evento multidesportivo exclusivo para portadores de deficiência auditiva. Foi a terceira vez em que o evento é realizado na Ásia-Pacífico. As artes marciais fizeram parte do programa esportivo pela primeira vez.

## Processo de candidatura
A Associação de Esportes para Surdos de Taipé Chinês expressou sua intenção para sediar as Surdolimpíadas depois da sua participação nas Surdolimpíadas de Verão de 2001 em Roma, na Itália.Taipei,teve como concorrente Atenas,que sediou os Jogos Olímpicos de Verão de 2004 e os Jogos Paralímpicos de Verão de 2004 e tinha como ponto forte o legado desses eventos.
Em 24 de Novembro de 2002, o presidente do CIES John Lovett chegou em Taipei e visitou todos os locais recomendados por uma semana. O Comitê do Taipei fez apresentações multimídia sobre a candidatura e agendou um encontro com a Presidente do Comitê Olímpico do Taipei Chinês Chen Shui-bian, o presidente do conselho administrativo Huang Ta-chou e outros oficiais.
Taipei foi escolhida para sediar no 38º Congresso do CIES, em 28 de Fevereiro de 2003, na cidade de Sundsvall, na Suécia.
| Cidade | CNES          | 1º Rodada |
| Taipei | Taipé Chinesa | 52        |
| Atenas | Grécia        | 32        |

## Preparação
A preparação para os Jogos começou em 2005, com um investimento total de 4,6 bilhões de dólares. Somente a reconstrução do Estádio Municipal de Taipei custou 3 bilhões de dolares. A verba veio da Prefeitura de Taipei e do Conselho de Esportes. O estádio de Tapei ficou pronto no dia 15 de Junho de 2009, e foi classificado como classe 1 pela IAAF. Além das cerimônias e do atletismo, o estádio irá sediar as finais do futebol.

### Voluntários
O comitê organizador recrutou por volta de três mil voluntários, que foram divididos em três categorias: regular, língua estrangeira e intérprete de sinais. Todos devem ter pelo menos 120 horas de treinamento, incluindo treinamento básico, trabalho específico e treinamento na linguagem de sinais.

### Mês de Artes da Surdolimpíadas
O Comitê Organizador escolheu agosto de 2009 como o "Mês de Artes das Surdolimpíadas", em que artistas e grupos famosos foram convidados para se apresentar na Taipei Arena, entre eles o Blue Man Group. A "Feira Internacional da Cultura Surda de Taipei" também será realizada, com uma série de eventos e atividades sobre a Cultura Surda.

## Esportes
| - Atletismo (43) - Badminton (6) - Basquetebol (2) - Boliche (10) - Caratê (5) | - Ciclismo (4) - Futebol (2) - Judô (10) - Handebol (1) - Lutas (14) | - Natação (39) - Orientação (8) - Pólo Aquático (1) - Taekwondo (7) - Tênis (7) | - Tênis de mesa (7) - Tiro desportivo (10) - Vôlei (2) - Vôlei de Praia (2) |

## Calendário
Este foi o calendário dos Jogos que  foram realizados de 5 de Setembro a 15 de Setembro 2009.O torneio de futebol começou um dia antes no dia 4 de Setembro.
| ● | Cerimonia de Abertura | ● | Competições | ● | Finais | ● | Cerimonia de Encerramento |

|                | Setembro |   |   |   |   |   |    |    |    |    |    |    |
| Eventos        | 4        | 5 | 6 | 7 | 8 | 9 | 10 | 11 | 12 | 13 | 14 | 15 |
| Cerimônias     |          | ● |   |   |   |   |    |    |    |    |    | ●  |
| Atletismo      |          |   |   | 3 | 7 | 7 |    | 7  | 8  | 10 | 2  |    |
| Badminton      |          |   |   |   | 1 |   |    |    |    |    | 5  |    |
| Basquete       |          |   |   |   |   |   |    |    |    |    | 2  |    |
| Boliche        |          |   |   |   | 2 | 2 |    | 4  |    |    | 2  |    |
| Caratê         |          |   |   | 2 | 3 |   |    |    |    |    |    |    |
| Ciclismo       |          |   | 1 |   | 2 |   | 2  |    | 1  |    |    |    |
| Futebol        |          |   |   |   |   |   |    |    |    |    | 1  | 1  |
| Handebol       |          |   |   |   |   |   |    |    | 1  |    |    |    |
| Judô           |          |   |   |   | 4 | 4 | 4  |    |    |    |    |    |
| Lutas          |          |   |   | 4 | 3 |   | 4  | 3  |    |    |    |    |
| Natação        |          |   |   | 6 | 6 | 7 |    | 7  | 5  | 7  |    |    |
| Orientação     |          |   |   |   | 2 | 2 |    | 2  |    | 2  |    |    |
| Pólo Aquático  |          |   |   |   |   |   |    |    |    | 1  |    |    |
| Taekwondo      |          |   | 2 | 2 | 2 | 1 |    |    |    |    |    |    |
| Tênis          |          |   |   |   |   |   |    | 1  | 2  | 2  |    |    |
| Tênis De Mesa  |          |   |   |   |   | 2 |    | 1  | 2  |    | 2  |    |
| Tiro           |          |   | 1 | 1 | 1 | 1 | 1  | 2  | 1  | 1  | 1  |    |
| Vôlei          |          |   |   |   |   |   |    |    |    | 2  |    |    |
| Vôlei de Praia |          |   |   |   |   |   |    |    |    |    | 2  |    |

## Quadro de medalhas
País sede destacado.
| Ordem | País           | Medalha de ouro | Medalha de prata | Medalha de bronze |     |
| 1     | Rússia         | 29              | 41               | 29                | 99  |
| 2     | Ucrânia        | 20              | 22               | 25                | 67  |
| 3     | Coreia do Sul  | 14              | 13               | 7                 | 34  |
| 4     | China          | 12              | 9                | 17                | 38  |
| 5     | Taipé Chinesa  | 11              | 11               | 12                | 34  |
| 6     | Bielorrússia   | 10              | 6                | 7                 | 23  |
| 7     | Estados Unidos | 10              | 5                | 7                 | 22  |
| 8     | África do Sul  | 8               | 2                | 2                 | 12  |
| 9     | Japão          | 5               | 6                | 9                 | 20  |
| 10    | Suécia         | 5               | 2                | 3                 | 10  |
| 11    | Turquia        | 4               | 6                | 8                 | 18  |
| 12    | Itália         | 4               | 5                | 5                 | 14  |
| 13    | França         | 4               | 2                | 6                 | 12  |
| 14    | Estónia        | 4               | 2                | 2                 | 8   |
| 15    | Quénia         | 4               | 2                | 1                 | 7   |
| 16    | Alemanha       | 3               | 8                | 12                | 23  |
| 17    | Irã            | 3               | 5                | 5                 | 13  |
| 18    | Austrália      | 3               | 2                | 1                 | 6   |
| 19    | Venezuela      | 3               | 1                | 2                 | 6   |
| 20    | Lituânia       | 2               | 4                | 7                 | 13  |
| 21    | Letónia        | 2               | 3                |                   | 5   |
| 22    | Hungria        | 2               |                  | 3                 | 5   |
| 23    | Cuba           | 2               |                  | 2                 | 4   |
|       | Portugal       | 2               |                  | 2                 | 4   |
| 25    | Noruega        | 2               |                  |                   | 2   |
| 26    | Grã-Bretanha   | 1               | 4                | 5                 | 10  |
| 27    | Polónia        | 1               | 2                | 1                 | 4   |
| 28    | Bulgária       | 1               | 1                | 3                 | 5   |
| 29    | Mongólia       | 1               |                  | 3                 | 4   |
| 30    | Suíça          | 1               |                  | 2                 | 3   |
| 31    | Nova Zelândia  | 1               |                  | 1                 | 2   |
|       | Porto Rico     | 1               |                  | 1                 | 2   |
| 33    | Croácia        | 1               |                  |                   | 1   |
|       | Finlândia      | 1               |                  |                   | 1   |
|       | Países Baixos  | 1               |                  |                   | 1   |
| 36    | Grécia         |                 | 2                | 3                 | 5   |
| 37    | Canadá         |                 | 2                |                   | 2   |
|       | Nigéria        |                 | 2                |                   | 2   |
| 39    | Irlanda        |                 | 1                | 1                 | 2   |
|       | Malásia        |                 | 1                | 1                 | 2   |
|       | Sérvia         |                 | 1                | 1                 | 2   |
| 41    | Chéquia        |                 | 1                |                   | 1   |
|       | Eslováquia     |                 | 1                |                   | 1   |
|       | Espanha        |                 | 1                |                   | 1   |
| 45    | Argentina      |                 |                  | 2                 | 2   |
|       | Áustria        |                 |                  | 2                 | 2   |
|       | Brasil         |                 |                  | 2                 | 2   |
| 48    | Arábia Saudita |                 |                  | 1                 | 1   |
|       | Dinamarca      |                 |                  | 1                 | 1   |
|       | Eslovénia      |                 |                  | 1                 | 1   |
|       | Hong Kong      |                 |                  | 1                 | 1   |
|       | Índia          |                 |                  | 1                 | 1   |
|       | Cazaquistão    |                 |                  | 1                 | 1   |
|       | Quirguistão    |                 |                  | 1                 | 1   |
|       | México         |                 |                  | 1                 | 1   |
|       | Uzbequistão    |                 |                  | 1                 | 1   |
| TOTAL | TOTAL          | 178             | 176              | 211               | 565 |